# Ramón Gabilondo Alberdi
Ramón Gabilondo Alberdi (15 de març de 1913 - 16 de setembre de 2004) va ser un futbolista basc que va jugar de migcampista.
En una carrera interrompuda per la Guerra Civil espanyola, va guanyar la Lliga dues vegades seguides amb l'Atlètic de Madrid els anys 1939-40 i 1940-41. També va guanyar 5 partits amb Espanya i més tard va ser entrenador conjunt de la selecció estatal el 1960.